# Johann Friedrich von Brandt
Pour les articles homonymes, voir Brandt.
Johann Friedrich von Brandt, né le 25 mai 1802 dans le Brandebourg et mort le 15 juillet 1879 dans le gouvernement d'Estland, est un naturaliste allemand qui fit sa carrière en Russie.

## Biographie

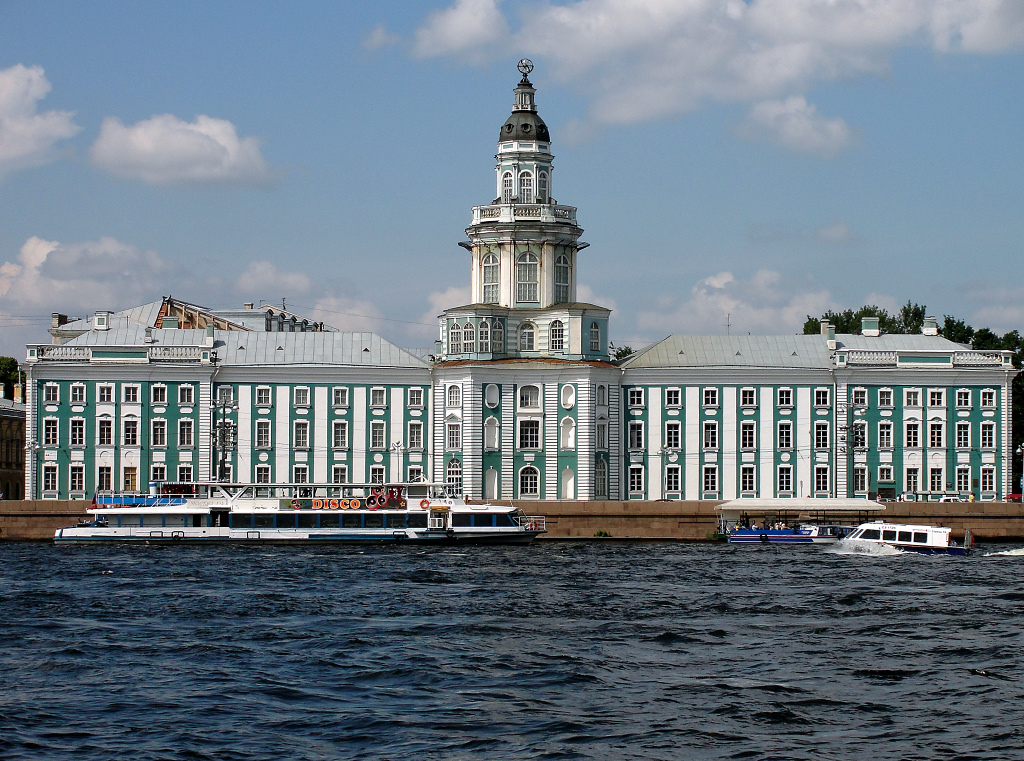
Vue de la Kunstkamera, premier siège du musée zoologique de Saint-Pétersbourg

Il fait ses études à l'université de Wittemberg et à l'université de Berlin. En 1831, il devient directeur du département de zoologie de l'Académie des sciences de Saint-Pétersbourg. Brandt encourage la constitution de collections des animaux du pays et enrichit considérablement le muséum. Il reçoit de nombreux  spécimens grâce aux expéditions de Severtzov (1827-1885), de Przewalski (1839-1888), de Middendorff (1815-1894), de Léopold von Schrenk (1826-1894) et de Gustav Radde (1831-1903). C'est l'un des cofondateurs et le deuxième président de la Société entomologique de Russie.
Il décrit plusieurs oiseaux rapportés par les explorateurs russes des côtes américaines du Pacifique, notamment le Cormoran de Brandt (Phalacrocorax penicillatus) ou l'Eider à lunettes (Somateria fischeri). Le Murin de Brandt (Myotis brandtii) lui a été dédié par Eduard Friedrich von Eversmann en 1845.